# Sertralina
La sertralina es un antidepresivo perteneciente al grupo de los inhibidores selectivos de la recaptación de serotonina (ISRS). Este medicamento está indicado clínicamente en el tratamiento de la depresión mayor, el trastorno de ansiedad, el trastorno obsesivo-compulsivo (TOC), el trastorno por estrés postraumático y, especialmente, para la fobia social.

## Historia
En 1967, Roland Coppen propuso que la serotonina (5-HT) podría estar fuertemente relacionada con las enfermedades del estado de ánimo y se conoció la teoría monoaminérgica. Ese mismo año, el laboratorio Eli Lilly and Company® creó un equipo específico para el estudio de dicho neurotransmisor en la depresión; el objetivo era buscar moléculas que permitieran que se acumulara la indolamina en el espacio sináptico. El descubrimiento del transportador de recaptura de serotonina (SERT) ocurrió en la década de 1980. Los científicos identificaron y caracterizaron por primera vez el transportador SERT como la proteína responsable de la recaptura de serotonina en las neuronas. El primer medicamento en ser desarrollado para este blanco farmacológico fue Zimelidina, desarrollado en Suiza en 1982, pero no alcanzó la luz pública debido a diversos efectos adversos que ponían en riesgo la vida del consumidor. Para 1987, la Fluoxetina se estableció como el primer ISRS en comercializarse con éxito. 
En la década de 1990, Pfizer® apuntó al mercado de las enfermedades mentales con un novedoso inhibidor de la recaptura de serotonina bajo el nombre de Lustral (sertralina). El gerente ejecutivo de ese entonces, Bill Steere, planeaba expandir la indicación de su medicamento al considerar las estadísticas en donde el 75% de las formulaciones para depresión mayor se daban en la atención primaría. Con esto, se comprometieron con una extensa financiación a Robert Spitzer en el desarrollo del Manual Diagnóstico y Estadístico de los Trastornos Mentales en su tercera versión (DSM-III). En las primeras versiones se consiguió un criterio similar a un formulario denominado el PHQ-9 (escala de depresión de 9 preguntas), en donde al ampliar las posibilidades diagnósticas de depresión mayor, se ampliaron las posibilidades de uso del nuevo fármaco. Suponiendo una estrategia de marketing “eficaz” que ha permitido posicionar a la sertralina como uno de los 10 medicamentos más usados a nivel mundial para tratar la depresión.

## Farmacocinética

### Vías de administración
Vía oral. Cápsulas o tabletas de 50-100 mg. Solución de 20 mg/dL.

### Absorción
La sertralina es un medicamento de absorción lenta (concentraciones máximas en 6 a 8 horas) después de la ingesta. La biodisponibilidad del fármaco es del 88% al ingerir con comidas, pero se disminuye en ayuno hasta un 28%.

### Distribución
La alta liposolubilidad de los ISRS determina que se distribuyan rápida y ampliamente en el organismo, difundiendo a través de la barrera hematoencefálica. Se une aproximadamente en un 98% a proteínas plasmáticas como la albúmina mediante interacciones hidrofóbicas y puentes de hidrógeno con una gran afinidad. El volumen de distribución es de aproximadamente 25 L/kg.

### Metabolismo y metabolitos
La sertralina se degrada por metabolismo de fase I, seguido de fase II y tiene un efecto de primer paso marcado en el hígado. Se metaboliza a tres metabolitos inactivos y uno con actividad 20 veces menor que el compuesto original (desmetil-sertralina - DMS) por medio de CYP2D6, CYP2B6 y CYP2C9. LA sertralina pasa por una N-desmetilación que produce a la N-desmetilsertralina (DMS) y, posteriormente, conjuga con ácido glucurónico.

### Excreción
La sertralina se excreta por vía biliar y urinaria.
Vida media de eliminación: 24-36 horas.

### Condiciones fisiológicas y patológicas
- Ayuno: La biodisponibilidad de las cápsulas disminuye hasta un 28% cuando se toma en ayunas, por lo que se recomienda su administración con las comidas.[12]
- Ancianos: En estudios realizados tras la administración de dosis múltiples, no se encontraron modificaciones de la cinética de disposición de sertralina en ancianos. Sin embargo, se han encontrado casos de hiponatremia en pacientes tratados con ISRS en las primeras semanas, esto debido a la secreción inadecuada de hormona antidiurética; se recomienda disminuir las dosis del fármaco. Los niveles de sodio se normalizan al suspender el antidepresivo.[9][13]
- Embarazo: El metabolismo de la sertralina puede aumentar, lo que da como resultado la necesidad potencial de aumentar la dosis durante el embarazo. La Sertralina se clasifica dentro de la categoría C de riesgo teratogénico en el embarazo, se recomienda su uso solo si los beneficios para la madre superan los posibles riesgos para el feto.[14] Como son lipofílicos, la sertralina y la desmetilsertralina pueden detectarse en leche materna y en el plasma de lactantes de madre tratadas con sertralina. Tiene efecto insignificante en el transporte de serotonina en los lactantes.
- Insuficiencia hepática: Los pacientes muestran una eliminación de sertralina más lenta, debido a que la sertralina se somete a un metabolismo como vía principal de eliminación. Se debe utilizar una dosis más baja o disminuir la frecuencia de dosis, puesto que la semivida y el AUC de la sertralina se aumentan. No se debe utilizar sertralina en casos de insuficiencia hepática grave.[15][9]
- Insuficiencia renal grave: La insuficiencia renal no afecta significativamente la farmacocinética de la sertralina.[9]

## Farmacodinámica

### Serotonina
Tras la propagación del potencial de acción por la neurona, la apertura de los canales de calcio permite que las vesículas se fusionen con la membrana presináptica y se da la liberación de 5-HT en la hendidura sináptica. 
La serotonina liberada a la hendidura sináptica se une a los receptores 5-HT1 (principalmente) presentes en la membrana postsináptica para ejercer sus funciones. (Ver Figura 1).
A altas concentraciones de serotonina en la hendidura, el transportador presináptico de serotonina SERT, recaptura al neurotransmisor y lo devuelve a la célula que lo produjo; ahí puede volver a cargarse en las vesículas mediante el transportador de monoamina vesicular (VMAT) o metabolizarse mediante la monoaminooxidasa MAO- A (MAO-B metaboliza dopamina).

### Depresión
En la depresión, aumenta la actividad de la MAO-A, esto contribuye a la disminución de la disponibilidad de serotonina. Sumado a esto, los receptores en la membrana postsináptica pueden experimentar una desensibilización, lo que puede reducir aún más la efectividad de la señalización serotoninérgica.(Ver Figura 1)

### Mecanismo de acción de la sertralina
La sertralina es un inhibidor específico de la recaptura de serotonina, es decir que inhibe al transportador presináptico de serotonina (SERT). Al bloquear la acción del SERT, disminuye el reingreso de serotonina a la neurona presináptica, por lo que se acumula en el espacio sináptico.
Por acción del autorreceptor 5-HT1A, las concentraciones de serotonina se normalizan porque hacen retroalimentación negativa para que la célula no libere más de este neurotransmisor. (Ver Figura 2)
Con un tratamiento continuo de Sertralina por 3 o 4 semanas, el autorreceptor 5HT1A va a generar una tolerancia a las altas concentraciones de la serotonina en el espacio sináptico y por ende, habrá una mayor disponibilidad del neurotransmisor. (Ver Figura 3)

## Interacciones
| Fármaco                                   | Resultados de la interacción |
| ----------------------------------------- | --- |
| Antidepresivos tricíclicos                | Farmacocinética: La sertralina potencia los efectos de los antidepresivos tricíclicos, ya que inhibe la enzima CYP2D6 responsable de su metabolismo, por lo que habría un aumento de metabolitos activos en plasma. Farmacodinamia: La combinación puede potenciar el riesgo de síndrome serotoninérgico. |
| IMAO (inhibidores de la monoaminooxidasa) | Farmacodinamia: Al inhibir el metabolismo de la serotonina, los IMAO pueden potenciar la actividad de la sertralina y de este modo se aumenta el riesgo de síndrome serotoninérgico. |
| Tramadol                                  | Farmacocinética: Debido a que la sertralina inhibe la enzima CYP450 2D6, las concentraciones en plasma del metabolito activo del tramadol M1 (O-desmetiltramadol) pueden disminuir, y así mismo podría reducir la respuesta terapéutica como analgésico del tramadol.                                     |
| Dextroanfetamina                          | Farmacodinamia: La sertralina puede potenciar la respuesta de estos agentes (el mecanismo exacto no está muy bien descrito), y en conjunto con la actividad serotoninérgica de ambos fármacos se incrementa el riesgo de síndrome serotoninérgico.                                                        |
| Carbamazepina                             | Farmacocinética: La carbamazepina induce la actividad de la enzima CYP450 que aumenta el metabolismo, esto resulta en una reducción en las concentraciones plasmáticas y efectos terapéuticos de sertralina.                                                                                              |
| Aspirina                                  | Farmacodinamia: La sertralina podría alterar la función plaquetaria y aumentar el efecto antiagregante de la aspirina; aumenta el riesgo de sangrado. |
| Warfarina                                 | Farmacocinética: La sertralina desplaza a la Warfarina de la unión a proteínas plasmáticas y aumenta el efecto anticoagulante. |

## Uso clínico

#### Depresión
Los ISRS como el citalopram, fluoxetina, paroxetina y sertralina, se destacan como el tratamiento farmacológico de primera línea para la depresión. La acción farmacológica de la sertralina se ha demostrado en varios tipos de depresión en adultos: 
- Depresión severa: Psicótica, suicida, con retraso psicomotor severo que impide la realización de actividades diarias, acompañada de catatonía o una agitación severa.

- Depresión moderada: Síntomas graves con un deterioro significativo del paciente, pero sin las complicaciones de la depresión severa como la ideación suicida y el retraso psicomotor grave o agitación.

- Depresión leve: síntomas de gravedad moderada a baja, con un deterioro parcial del paciente. Algunas pautas de tratamiento recomiendan como primera línea el tratamiento no farmacológico como la terapia cognitiva conductual, sin embargo no se ha demostrado que este tipo de depresión responda menos a los medicamentos que en la depresión severa.[24][25]

Los ISRS y los antidepresivos tricíclicos como la clomipramina hacen parte del tratamiento de primera línea para este trastorno; sin embargo, los ISRS como la sertralina han demostrado ser efectivos y más seguros que la clomipramina para el tratamiento del TOC, ya que producen menos efectos secundarios y un mejor apego al tratamiento por parte del paciente. En este caso, las dosis administradas para reducir los síntomas deben ser más altas que si se tratara del tratamiento para la depresión, y por lo general el tratamiento farmacológico requiere más tiempo.

#### Fobia social
El manejo efectivo de este trastorno requiere de una detección temprana, terapia cognitivo conductual y farmacoterapia, la cual se recomienda a largo plazo debido a su potencial de recaída. Los ISRS son la primera opción de tratamiento farmacológico para el trastorno de ansiedad social, y entre ellos la sertralina ha reportado resultados favorables en el manejo de esta fobia, siendo uno de los medicamentos más estudiados para este trastorno.

#### Trastorno de estrés postraumático
La farmacoterapia en este caso es un tratamiento adicional en algunos pacientes, se recomienda solo después de que se haya iniciado con tratamiento psicológico que se centre en el trauma. La sertralina al igual que otros ISRS como la fluoxetina y paroxetina se utiliza como tratamiento farmacológico en el trastorno por estrés postrauma (TEPT), debido a su eficacia y perfil de seguridad. Se ha mostrado efectividad de su uso en los síntomas exclusivos del TEPT como: irritabilidad, problemas de concentración, pensamientos intrusivos y flashbacks.

### Efectos adversos
Para la evaluación de las reacciones adversas (RAM) se tendrán en cuenta los criterios de la CIOSM.
| Sistema implicado      | Grupo CIOSM     | Tipo de reacción                                                                                         |
| Sistema cardiovascular | Muy frecuentes  | |
| Sistema cardiovascular | Frecuentes      | Palpitaciones                                                                                            |
| Sistema cardiovascular | Poco frecuentes | Hemorragia nasal Hemorragia vaginal Taquicardia Hipertensión                                             |
| Sistema cardiovascular | Raros           | Hemorragias en ojo Ataque cardíaco Bradicardia Problemas de circulación en extremidades                  |
| Sistema cardiovascular | Muy raros       | Arritmias Aumento bilirrubina Síndrome de vasoconstricción cerebral Leucopenia Prolongación intervalo QT |

| Sistema implicado | Grupo CIOSM     | Tipo de reacción |
| Sistema nervioso  | Muy frecuentes  | Insomnio Somnolencia Mareo Fatiga Cefalea |
| Sistema nervioso  | Frecuentes      | Ansiedad Pesadillas Agitación y nerviosismo Pérdida de concentración                                                                          |
| Sistema nervioso  | Poco frecuentes | Alucinaciones Euforia Pensamientos anormales Convulsiones Amnesia Disminución de la sensibilidad Trastornos del habla Mareo al ponerse de pie |
| Sistema nervioso  | Raros           | Trastornos psicóticos Agresión Paranoia Pensamientos suicidas Sonambulismo Coma Alteraciones sensoriales Pupilas irregulares                  |

| Sistema implicado        | Grupo CIOSM     | Tipo de reacción |
| Sistema gastrointestinal | Muy frecuentes  | Diarrea Xerostomía (sequedad bucal)                                                                                             |
| Sistema gastrointestinal | Frecuentes      | Dolor de garganta Aumento de apetito Anorexia Dolor abdominal Vómito Estreñimiento y gases                                      |
| Sistema gastrointestinal | Poco frecuentes | Hemorroides Problemas en esófago Dificultad para deglutir Sialorrea Sed Aumento de peso                                         |
| Sistema gastrointestinal | Raros           | Problemas intestinales Colesterol elevado Hiperglucemia Sangre en heces Úlceras en boca y lengua Alteración en función hepática |

| Sistema implicado | Grupo CIOSM     | Tipo de reacción                                                                     |
| Sistema locomotor | Frecuentes      | Bruxismo Temblor Rigidez/tensión muscular                                            |
| Sistema locomotor | Poco frecuentes | Contracciones involuntarias Coordinación anormal Movimientos involuntarios continuos |
| Sistema locomotor | Raros           | Dificultad para el movimiento Rigidez                                                |

| Sistema implicado      | Grupo CIOSM     | Tipo de reacción                                                     |
| Sistema genitourinario | Muy frecuentes  | Problemas de eyaculación                                             |
| Sistema genitourinario | Frecuentes      | Disfunción sexual Disfunción eréctil                                 |
| Sistema genitourinario | Poco frecuentes | Disfunción sexual femenina Poliuria Retención urinaria Incontinencia |
| Sistema genitourinario | Raros           | Eyaculación precoz Incontinencia urinaria                            |

| Sistema implicado | Grupo CIOSM     | Tipo de reacción                                                                |
| Sistema cutáneo   | Frecuentes      | Erupción cutánea Aumento sudoración                                             |
| Sistema cutáneo   | Poco frecuentes | Hinchazón en ojos Manchas moradas en piel Caída del cabello Piel seca Urticaria |

| Sistema implicado | Grupo CIOSM     | Tipo de reacción                                                       |
| Otros sistemas    | Muy frecuentes  | Sensación de malestar                                                  |
| Otros sistemas    | Frecuentes      | Bostezos y sofoco Alteraciones visuales Tinnitus                       |
| Otros sistemas    | Poco frecuentes | Moqueo Disnea                                                          |
| Otros sistemas    | Raros           | Infección de oído Cáncer Glaucoma Visión doble Fotosensibilidad Hernia |

### Contraindicaciones
- Niños y adolescentes: No se recomienda utilizar ISRS en el tratamiento de la depresión en pacientes menores de 18 años, porque en ellos la eficacia es dudosa y pueden aparecer efectos secundarios, incluidos excitación, insomnio y agresividad en las primeras semanas de tratamiento. En este grupo de edad existe temor a un aumento del riesgo de suicidio. Por lo anterior, se recomienda enfatizar en la terapia psicológica, y realizar un cuidadoso e individualizado análisis del caso de cada paciente antes de iniciar el tratamiento.[33]
- Embarazo: Se recomienda el uso de sertralina solo si los beneficios para la madre superan los posibles riesgos para el feto. Categoría C.
- Insuficiencia hepática grave: Está contraindicada la Sertralina.

### Sobredosis
El uso a dosis altas de los ISRS están relacionados con el Síndrome Serotoninérgico, incluso a dosis terapéuticas en interacción con otros fármacos. 
Los casos de sobredosis con síntomas como somnolencia, taquicardia, temblor, mareos, náuseas y vómitos, se han observado posterior a la administración de hasta 13,5 g de sertralina.

### Presentaciones
La sertralina se comercializa bajo diversos nombres en distintos países. Zoloft® es el nombre comercial original desarrollado por Pfizer®.

#### Concentrado, Oral
- Zoloft®: 20 mg/ml (60 mL)
- Genérico: 20 mg/mL (60 mL)

#### Tableta, Oral
- Zoloft®: 25 mg, 50 mg, 100 mg
- Genérico: 25 mg, 50 mg, 100 mg

Por sus propiedades fisicoquímicas y requisitos de conservación, entre los excipientes habituales para este producto nos podemos encontrar con los siguientes: 
- Zoloft® 50 mg: Hidroxipropilcelulosa, celulosa microcristalina, fosfato de calcio dibásico hidratado, almidón glicolato de sodio, estearato de magnesio, Opadry R blanco y Opadry R claro.
- Zoloft® 100 mg: Hidrógeno fosfato de calcio dihidrato, celulosa microcristalina, hidroxipropilcelulosa, almidón glicolato de sodio, estearato de magnesio, Opadry blanco, Opadry claro y agua purificada.

## Uso veterinario
La Sertralina suele ser utilizada en el tratamiento de alteraciones en la conducta de perros y gatos, tales como la agresión y trastornos que se relacionan con la ansiedad y obsesivo-compulsivos. 
Otros usos asociados a los inhibidores de la recaptura de serotonina en general, son el tratamiento y control del granuloma por lamido, el marcaje felino y la ansiedad por separación en perros.

## Controversias

### Uso de antidepresivos en menores de edad
En abril de 2004, Whittington y Col, publicaron un artículo en The Lancet sobre los estudios de ISRS en niños y adolescentes. Los resultados de dos estudios con fluoxetina parecieron ser favorables con un perfil aceptable de riesgo beneficio, con respecto a su uso en niños. Sin embargo, dos estudios realizados con paroxetina y sertralina tenían un perfil riesgo beneficio dudoso, de los cuales no se analizaron los riesgos.
Esta controversia condujo a una demanda de casi 2,75 millones de dólares a la compañía farmacéutica GlaxoSmithKline, ya que ocultaron en su estudio la tasa de suicidios en menores tratados con su medicación e incluso afirmaron que estaban indicados en menores de 12 años.

### Aumento del consumo de ISRS en depresión menor
En los últimos años, el consumo de antidepresivos por parte de la población en general ha aumentado considerablemente. Se ha visto un aumento en la prescripción de antidepresivos a pacientes que se ubican debajo del percentil 16 en la escala de depresión de Hamilton, diseñada para considerar a los pacientes con depresión moderada o leve.
En 2010 se realizó un estudio que buscaba evaluar los apuntes farmacológicos de los ISRS en pacientes con depresión de diferentes grados usando antidepresivos y placebos. Se determinó que las diferencias entre el tratamiento farmacológico y el placebo solo tenían significancia clínica en pacientes que puntúan en una percentil mayor a 25. Además, la guía práctica clínica NICE indica que el tratamiento farmacológico para la depresión menor (incluye duelos no patológicos y frustraciones amorosas) solo debe considerarse si el evento no ha entrado en remisión tras 2 años o si ha tenido un fracaso terapéutico en 8 intervenciones anteriores. Pese a esto, la European Medicine Agency (EMA) argumenta que la eficacia antidepresiva no puede ser valorada según una escala, debido a las diversas condiciones del paciente.